# Ventura Rodríguez
Ventura Rodríguez Tizón, född 14 juli 1717 i Ciempozuelos, död 26 september 1785, var en spansk arkitekt och konstnär. 
Han arbetade bland annat med det stora slottsbygget av Palacio Real de Madrid där han ansvarade för ett slottskapell (1749–1759). Själv ansåg han att hans främsta verk var ett kapell till Basílica de Nuestra Señora del Pilar i Zaragoza som uppfördes på 1750-talet.
Francisco de Goya målade ett berömt porträtt av honom 1784. En station i Madrids tunnelbana är namngiven efter honom.